# Bankowość osobista
Bankowość osobista (en.personal banking) – ogół usług świadczonych przez bank dla bardziej zamożnych klientów indywidualnych, którzy spełniają kryteria określone przez ten bank. W ramach tych usług klienci korzystają z rozszerzonej oferty produktowej, która jest bardziej dostosowana do ich indywidualnych potrzeb, a także z podwyższonego standardu obsługi (możliwość stałego kontaktu z osobistym doradcą). 
Pojęcie bankowości osobistej jest niekiedy mylone z pojęciem bankowości prywatnej (en. private banking). Podstawowa różnica między tymi terminami polega na odmiennej grupie docelowej klientów, do których są one kierowane. Potencjalnymi klientami bankowości osobistej są osoby fizyczne, których wynagrodzenie miesięczne jest wyższe niż średnie krajowe wynagrodzenie w gospodarce (en. affluent segment), tymczasem usługi bankowości prywatnej są kierowane do najbardziej zamożnych klientów (en. high net-worth individuals). Duże znaczenie mają tu progi zamożności kwalifikujące klientów do obsługi. W zależności od kraju (a nawet banku) istotnie się one różnią. W Polsce klientami usług bankowości prywatnej mogą stać się osoby, których wartość aktywów powierzanych w zarządzanie wynosi co najmniej 0,5 mln zł. Niski stopień zamożności społeczeństwa oraz dostępność usług bankowości detalicznej jako podstawowy wzorzec świadczenia usług bankowych w Polsce sprawiają, że bardziej liczny (a zarazem uznawany za bardziej perspektywiczny) jest segment klientów bankowości osobistej. Usługi bankowości osobistej w ofercie banków detalicznych w Polsce stały się w ostatnich latach zjawiskiem coraz bardziej powszechnym.